# Club Femesala Elche
El Club Femesala Elche (ahora llamado Elche CF Sala) es un club de fútbol sala femenino de la ciudad de Elche (Alicante) España y actualmente juega en Primera División de fútbol sala femenino. Fue fundado en 1995, y cuenta con cerca de 200 jugadoras que conforman los diferentes equipos en sus correspondientes categorías. Todas sus deportistas son mujeres con edades comprendidas entre los 6 y 35 años, que conforman todos los equipos del Club.
Como hemos dicho el club fue fundado en el año 1995 por: D. Fernando Jaén Márquez, Dª. Maravillas Sansano Ríos, Dª María Jesús García Moya y Dª Rosa María Lizán García.
En la temporada 2007/08 el equipo fue campeón de la Liga Nacional en la División de Honor y de la Copa de las Naciones de clubes campeones de liga, entre otros torneos. En total, el equipo ha conquistado 15 títulos oficiales desde el año de su fundación, siendo el Club con más títulos nacionales en su modalidad deportiva.

## Historia
- Liga División Honor: 7
- Copa de España: 2
- Supercopa España: 4
- Copa Intercontinental: 1
- Copa Ibérica: 1

## Premios, reconocimientos y distinciones
- Mejor Club Deportivo de la Provincia de 2004 en los Premios Deportivos Provinciales de la Diputación de Alicante[2]